# Pius III
Pius III (łac. Pius III, właśc. Francesco Todeschini-Piccolomini; ur. 29 maja 1439 w Sarteano, zm. 18 października 1503 w Rzymie) – włoski duchowny rzymskokatolicki, papież w okresie od 22 września 1503 do 18 października 1503.

## Życiorys
Urodził się 29 maja 1439 w Sarteano koło Sienny jako syn Giovanniego Todeschiniego i Laodinici Piccolomini, siostry papieża Piusa II (Enea Silvio de Piccolomini). Wuj kierował jego edukacją, zezwolił na używanie swojego nazwiska i herbu rodowego.
Studiował prawo w Perugii; po obronie doktoratu z prawa kanonicznego, 6 lutego 1460 roku, został mianowany arcybiskupem Sieny, choć nie miał święceń kapłańskich. Kilka tygodni później, 5 marca 1460, wyniósł go do godności kardynała diakona z kościołem tytularnym Sant'Eustachio. W kwietniu 1460 został wysłany jako legat do Marchii Ankońskiej. W latach 1462–1503 był archidiakonem Brabancji. Kiedy Pius II wyruszył na krucjatę w 1464 (ostatecznie nie doszła do skutku, gdyż papież zmarł w Ankonie 14 sierpnia 1464), mianował go gubernatorem Państwa Kościelnego.
W 1471 roku służył jako legat papieża Pawła II w Niemczech. W sierpniu 1471 został protodiakonem Kolegium kardynałów i z racji pełnienia tej funkcji koronował papieży Innocentego VIII w 1484 i Aleksandra VI w 1492.
W 1497, jako jedyny kardynał, zgłosił sprzeciw wobec planów papieża Aleksandra VI, dotyczących przekazania części Państwa Kościelnego Juanowi Borgii. Był administratorem apostolskim diecezji Fermo (dwukrotnie: 1485-94 i 1496 aż do wyboru na papieża) i Pienza e Montalcino (1495-98) oraz opatem komendatoryjnym wielu klasztorów benedyktyńskich, cysterskich i kamedulskich. W latach 1488–89 służył jako legat w Perugii. Sprawując tę funkcję przywrócił porządek w mieście oraz uregulował konflikt między miastami Foligno i Spello. Za pontyfikatu Aleksandra działał w kurii jako kardynał-protektor Anglii, był też członkiem komisji ds. reformy Kościoła (1497) i ds. finansowania krucjaty (1501), ale żadna z tych komisji nie odegrała ostatecznie większej roli.
Na konklawe po śmierci Aleksandra VI został wybrany na papieża (22 września 1503) – dzięki poparciu Cezara Borgii (syna poprzedniego papieża), jako kandydat neutralny wobec głównych faworytów; Włocha – Giuliano della Rovere i Francuza – Georges d’Amboise. Zły stan zdrowia nowego papieża pozwalał przypuszczać, że nie będzie to długi pontyfikat.
Piccolomini przyjął święcenia kapłańskie i biskupie, przybrał imię Pius III na cześć wuja i został koronowany 8 października 1503. Schorowany papież przypłacił długą ceremonię koronacyjną dalszym pogorszeniem stanu zdrowia; zmarł 18 października, po trwającym zaledwie 26 dni pontyfikacie. Deklarował się jako wróg symonii i wyrażał chęć reformy Kościoła. Współcześni historycy uważają, że jego intencją było zwołanie soboru i przeprowadzenie reform.

## Grobowiec
Pierwotnie spoczął w Bazylice Świętego Piotra, obok swojego wuja Piusa II. Po przebudowie bazyliki ich szczątki przeniesiono do kościoła San Andrea della Valle w Rzymie, gdzie umieszczono je w mauzoleum stworzonym przez kardynała Alessandro Perettiego di Montalto w 1614 roku.

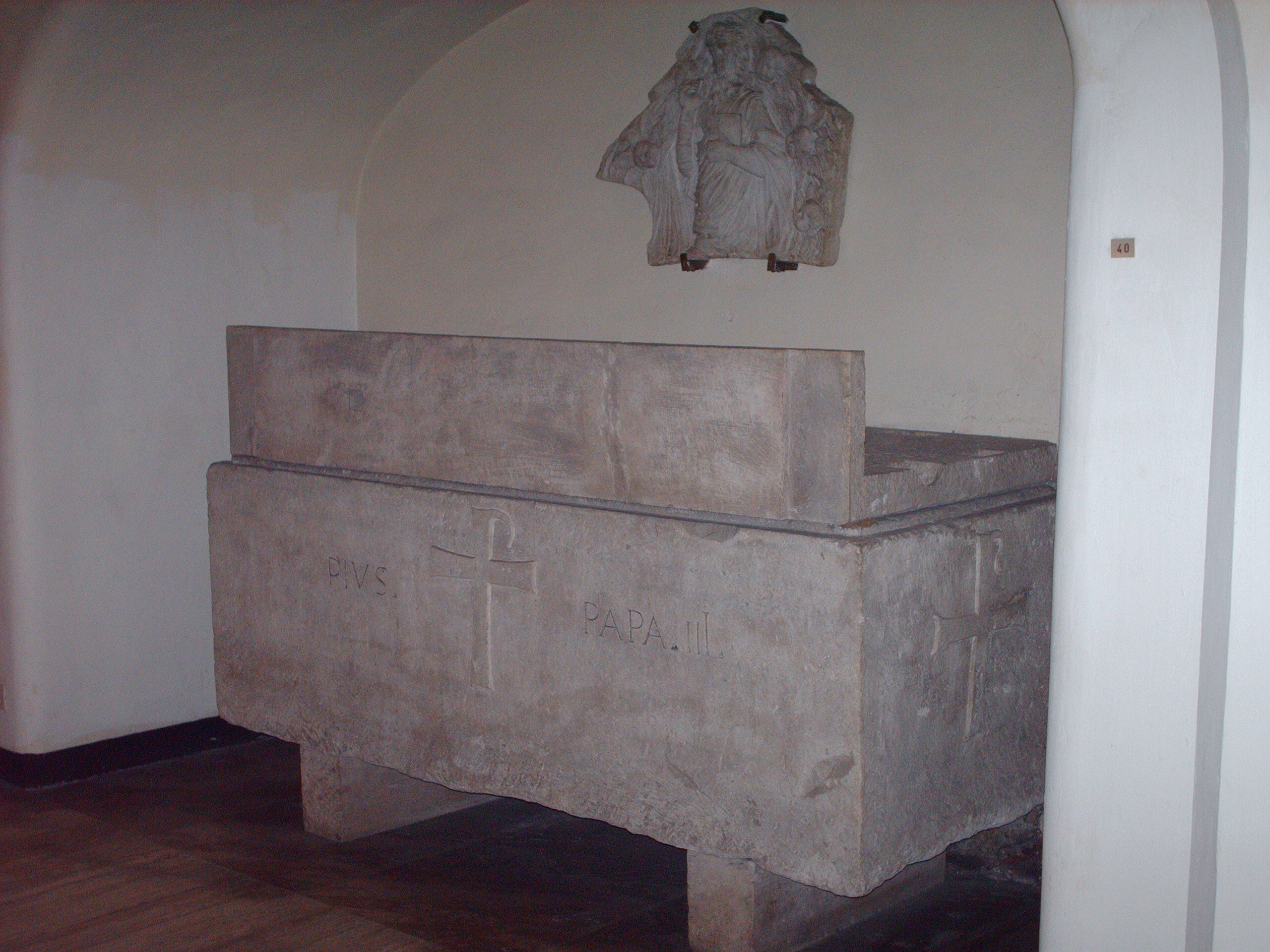
Pierwotny grób Piusa III w Grotach Watykańskich
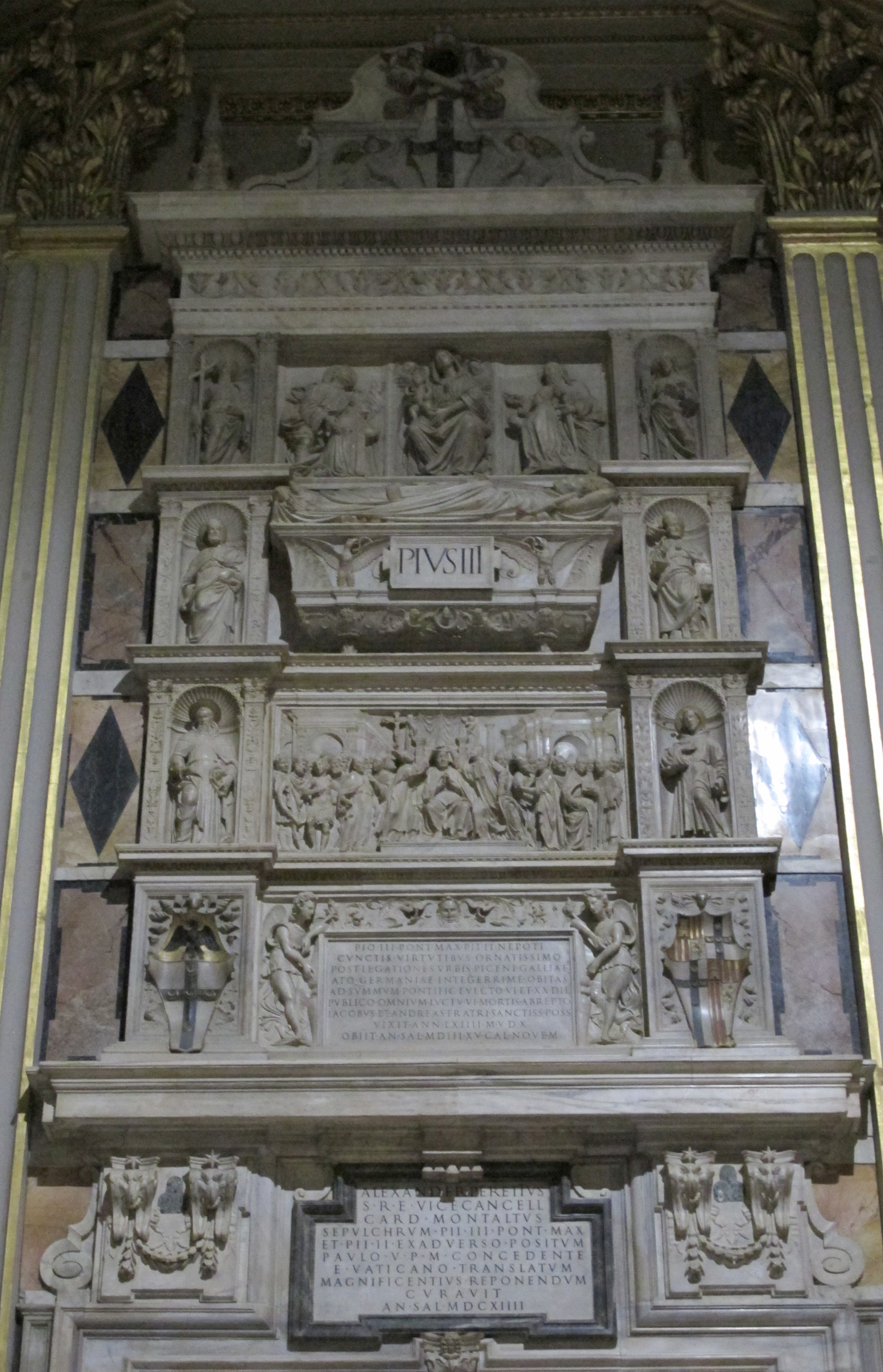
Obecny grób Piusa III